# آپوروا آرورا
آپوروا آرورا (به انگلیسی: Apoorva Arora) (زاده ۵ ژوئن ۱۹۹۶) بازیگر هندی است.
از فیلم‌های معروف او می‌توان به بازی در فیلم تعطیلات، اوه خدای من! اشاره کرد.